# طيران الطيور

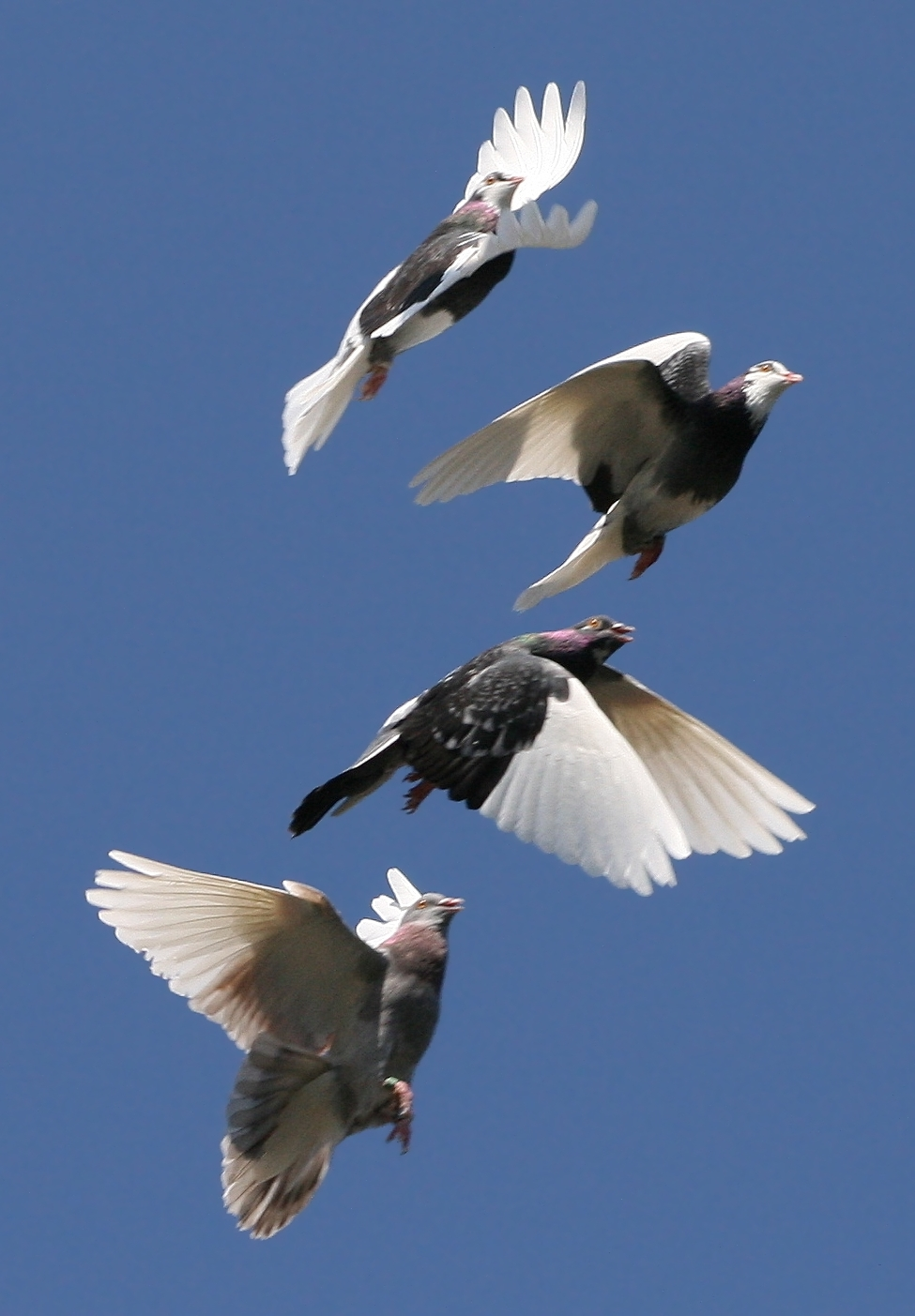
صورة توضح مجموعة من الحمام المحلي كل منها في مرحلة مختلفة من مراحل رفرفة الأجنحة.

يعد الطيران هو الوضع الرئيسي للحركة المستخدم من قبل أغلب أنواع الطيور المختلفة في العالم. والطيران يساعد الطيور أثناء التغذية والافتراس وتجنب الكائنات المفترسة وحتى أثناء اللهو.
وهذا المقال يناقش آليات طيران الطيور، مع التركيز على الأشكال المختلفة لأجنحتها.
كما يتم كذلك إلقاء نظرة على التحليق والإقلاع والهبوط. وتتم تغطية تعديلات إضافية لأجسام الطيور والتي تتعلق بقدرتها على الطيران. وفي النهاية، تتم مناقشة نظريات متعلقة بتطور طيران الطيور.

## الآليات الأساسية لطيران الطيور

القوى المؤثرة على الجناح. قوة الرفع لها مكون أمامي ورأسي.

### الرفع
تشبه أساسيات طيران الطيور تلك الخاصة بالطائرات. ويتم إنتاج قوة الرفع من خلال حركة تدفق الهواء على الجناح، والذي يكون عبارة عن جنيح. وتنجم قوة الرفع بسبب الضغط المنخفض للهواء فوق الجناح مباشرة وضغط أعلى أدناه.

### الانزلاق
عند الانزلاق، فإن كلا من الطيور والطائرات الشراعية تحصل على القوة الرأسية والأمامية من أجنحتها. ويمكن تحقيق ذلك لأن قوة الرفع تنجم مع الزوايا المستقيمة مع تدفق الهواء، والذي ينجم أثناء الطيران الانزلاقي من تحت الخط الأفقي قليلاً (لأن الطائر يكون في حالة هبوط). وبالتالي، فإن قوة الرفع لها مكون أمامي يعاكس السحب.

### الخفقان
عندما يخفق الطائر جناحيه، مقارنة بالانزلاق، يستمر جناحاه في توليد الرفع كما هو موضح أعلاه، إلا أن هذا الرفع يكون للأمام من أجل توفير اندفاع للأمام، والذي يعاكس السحب ويزيد من سرعة الطائر، مما يؤثر كذلك بزيادة الرفع لمواجهة الوزن، مما يساعد الطائر على الاستقرار في الجو أو للارتفاع إلى أعلى. ويشتمل الخفقان على مرحلتين: خفق الجناح لأسفل، والذي يوفر أغلب قوة الدفع، وخفق الجناح لأعلى، والذي يمكن أن يوفر كذلك بعض الدفع للطائر (اعتمادًا على أجنحة الطائر). ومع كل خفق لأعلى، يتم طي الجناح قليلاً للداخل لتقليل المقاومة العلوية. وتغير الطيور زاوية الهجوم بين الخفقان لأعلى والخفقان لأسفل بأجنحتها. أثناء الخفقان لأسفل، تتم زيادة زاوية الهجوم، بينما يتم تقليل هذه الزاوية أثناء الخفقان لأعلى.[بحاجة لمصدر]

### السحب
بغض النظر عن الوزن، هناك ثلاث قوى سحب رئيسية تعيق طيران الطائر في الجو: السحب الاحتكاكي (الناجم عن احتكاك الهواء وأسطح الجسم)، وسحب الشكل (بسبب المنطقة الأمامية من الطائر، ويطلق عليها كذلك اسم سحب الضغط) والسحب الناجم عن الرفع (والناجم عن دوامات طرف الجناح). ويتم تقليل هذه القوى من خلال انسيابية جسم وأجنحة الطائر.

## وصلات خارجية
- 'Flight in Birds and Aeroplanes' by Evolutionary Biologist John Maynard Smith Freeview video provided by the Vega Science Trust
- Beautiful Birds in Flight - slideshow by لايف (مجلة)
- 'Pigeon Take off in slow motion' على يوتيوبYouTube video
- 'Bird Flight I' Eastern Kentucky University ornithology course site, with pictures, text and videos.